# رون كامبل
رون كامبل (بالإنجليزية: Ron Campbell)‏ هو لاعب كرة قاعدة أمريكي، ولد في 5 أبريل 1940 في تشاتانوغا في الولايات المتحدة.

## وصلات خارجية
- رون كامبل على موقعبيزبول رفرنس.كوم (الدوري الرئيسي) (الإنجليزية)